# Portada/article octubre 11

## Terra baixa
Terra baixa és una obra teatral del dramaturg i poeta Àngel Guimerà, una de les més populars de totes les que va escriure. Aquest drama és una de les obres més representades i traduïdes de la llengua catalana, i ha esdevingut tot un clàssic del repertori teatral català.
Quan va escriure aquesta obra, l'escriptor passava per una etapa de la seva creació literària en la qual es donava un fort plantejament social, a més de les intrigues i passions amoroses que ja havia plantejat en una obra anterior seva, Maria Rosa, més corresponents al teatre romàntic. Guimerà segueix la línia general dels moviments literaris del moment històric en què viu.